# Lindenstraße (Ilmenau)

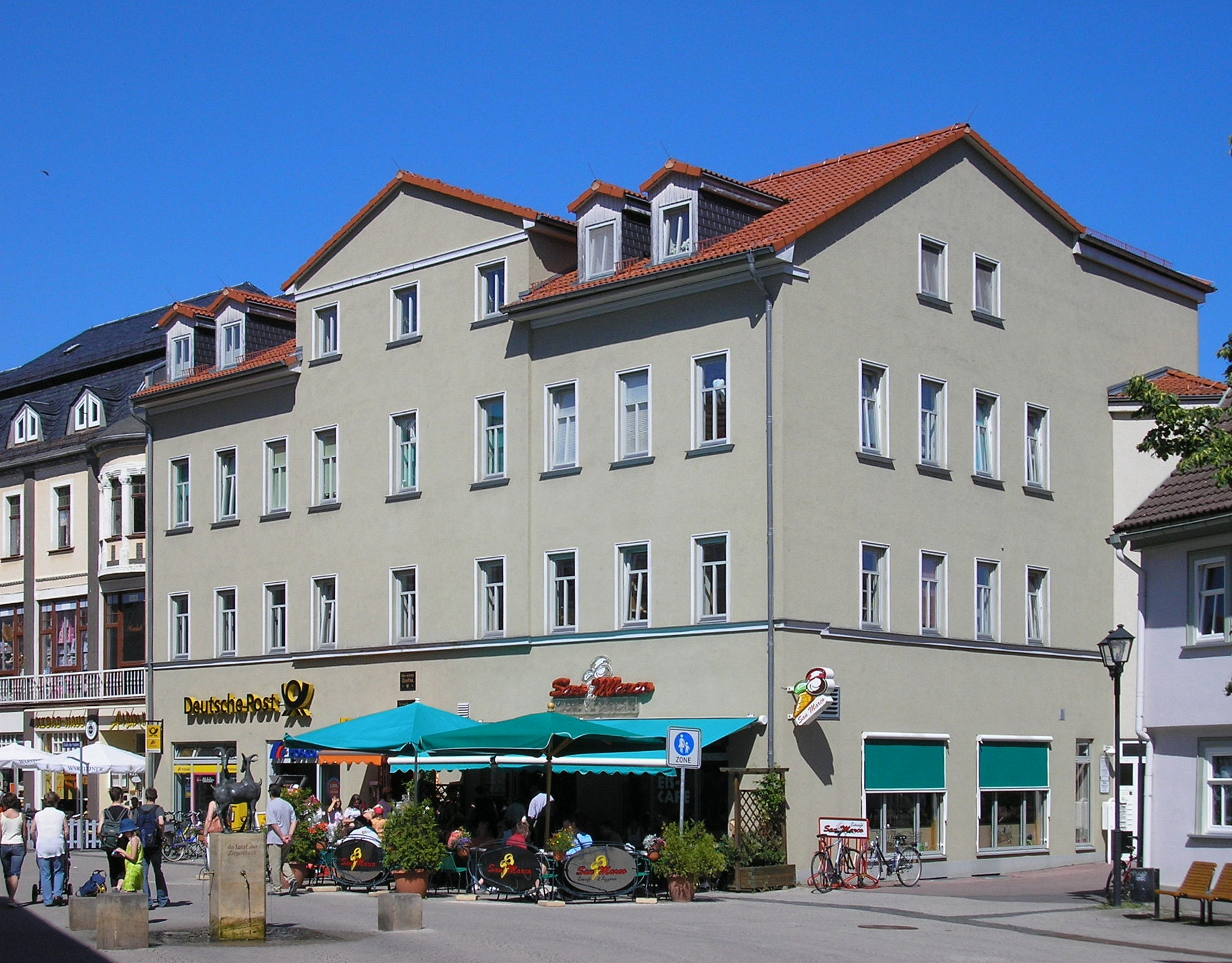
Hotel Zum Löwen

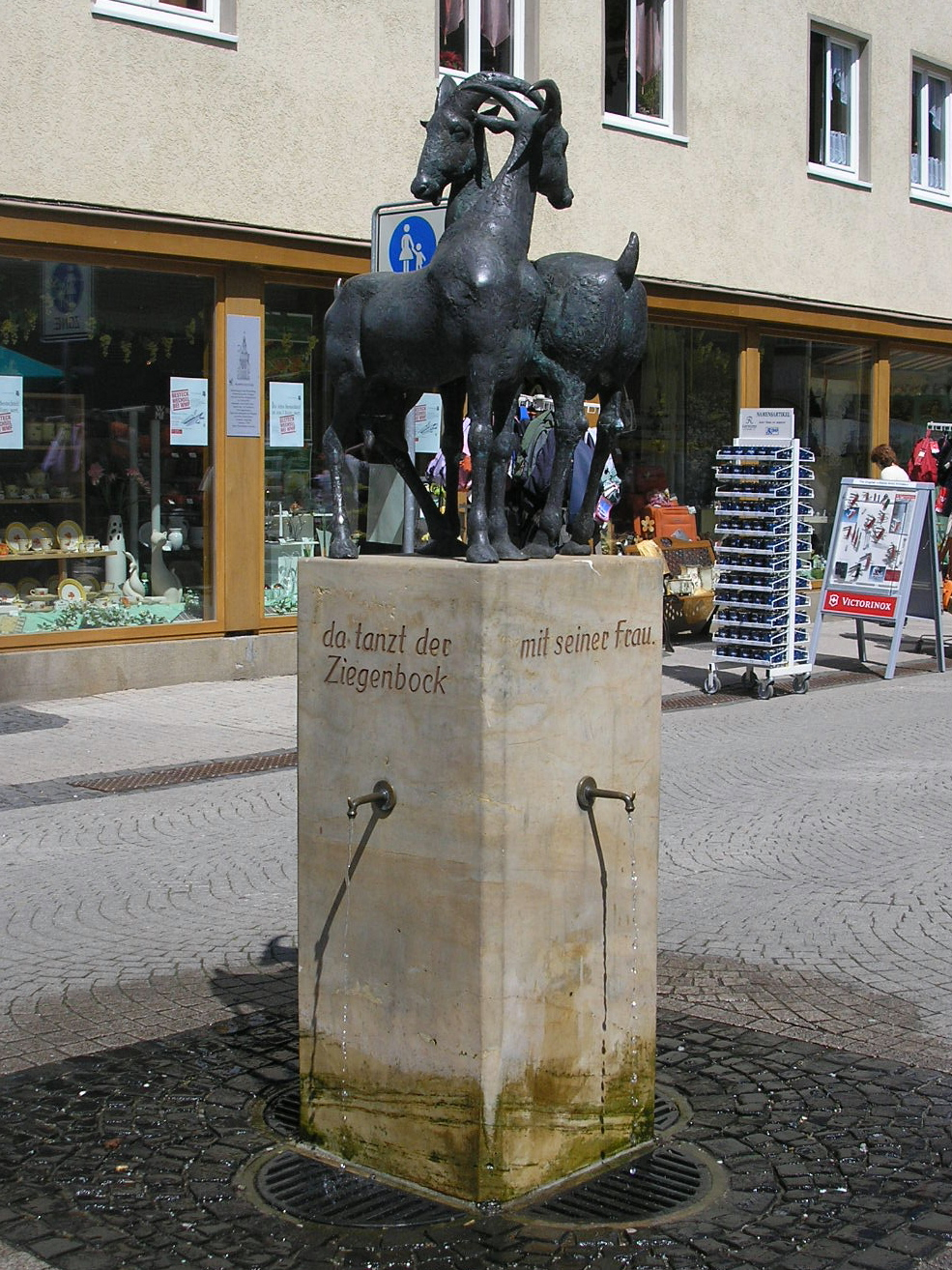
Ziegenbrunnen in der Lindenstraße

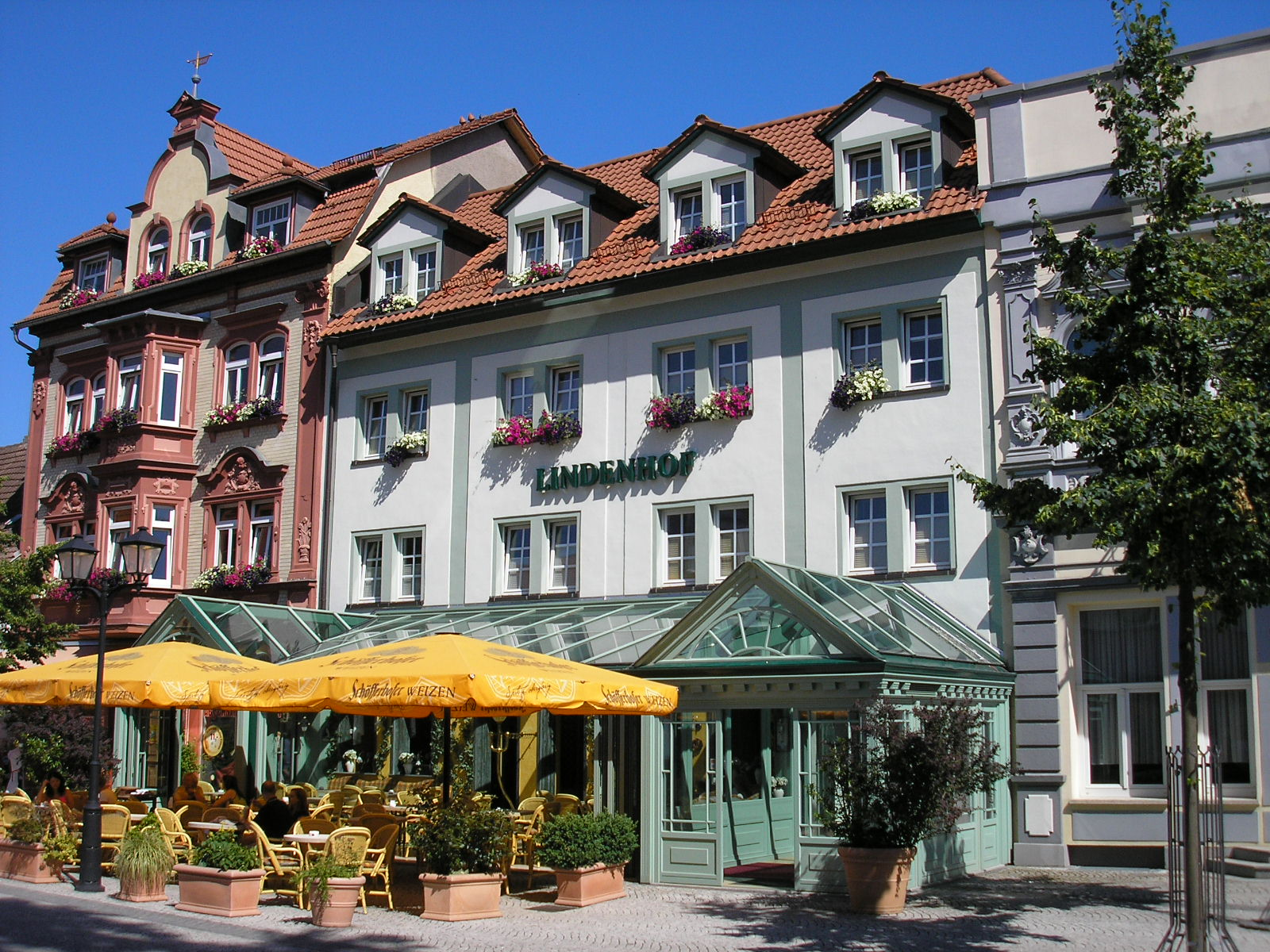
Hotel Lindenhof

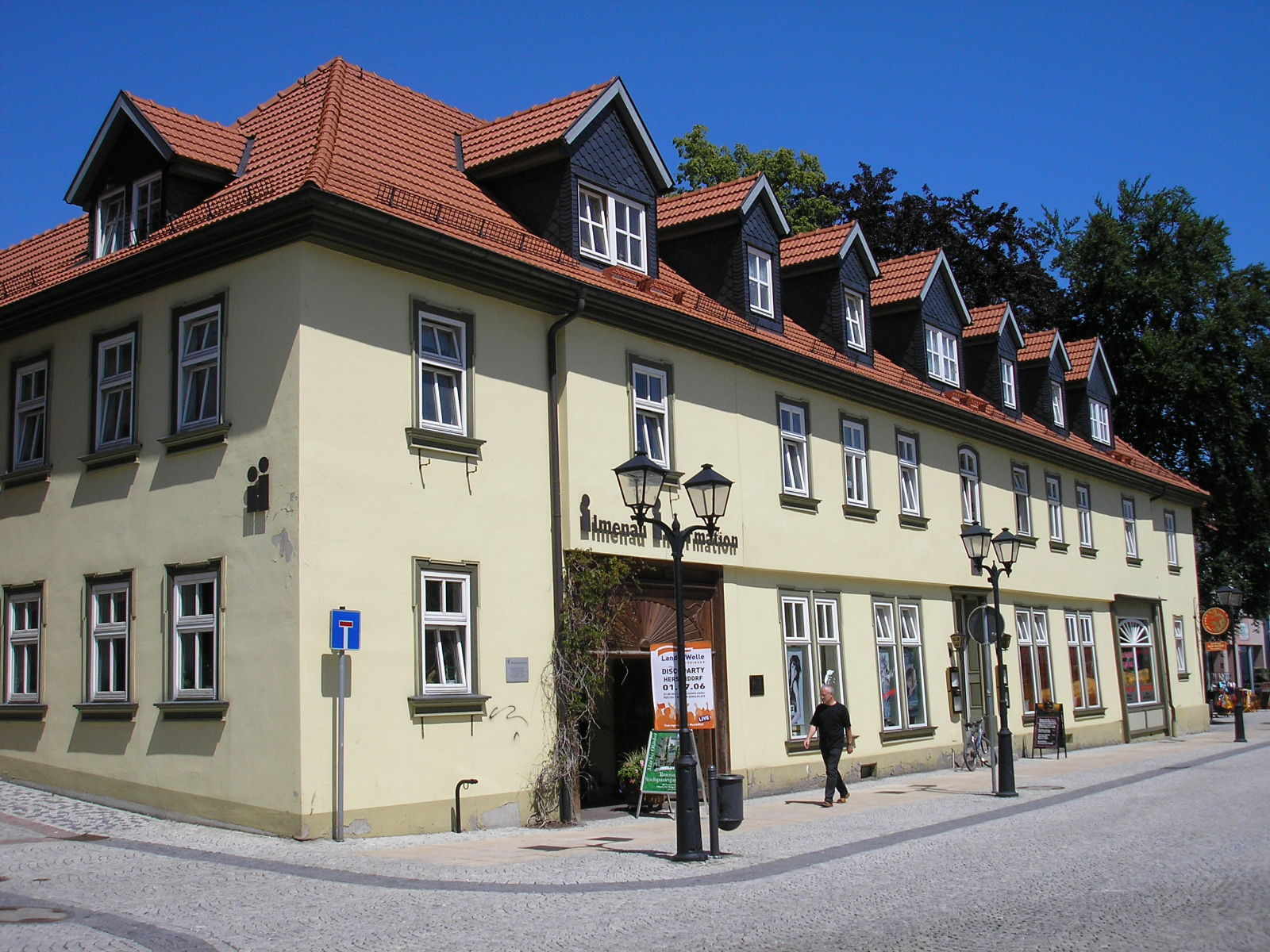
Wenzelsches Haus

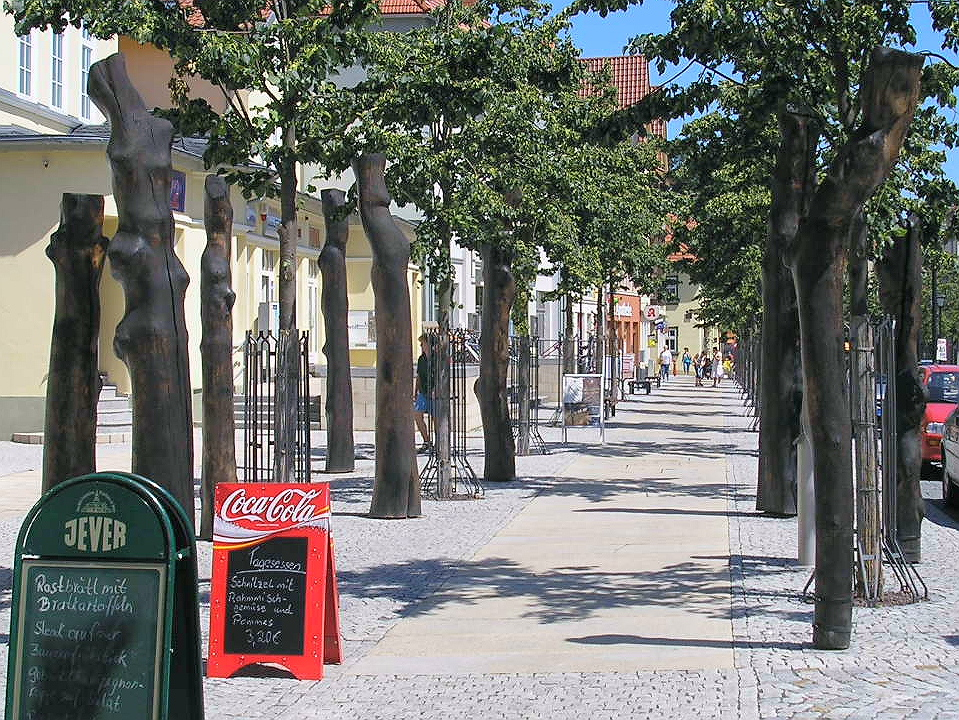
"Die Metamorphose der Ilmenauer Linden" – Kunstwerk von Franziska Uhl, ausgestellt in der Lindenstraße

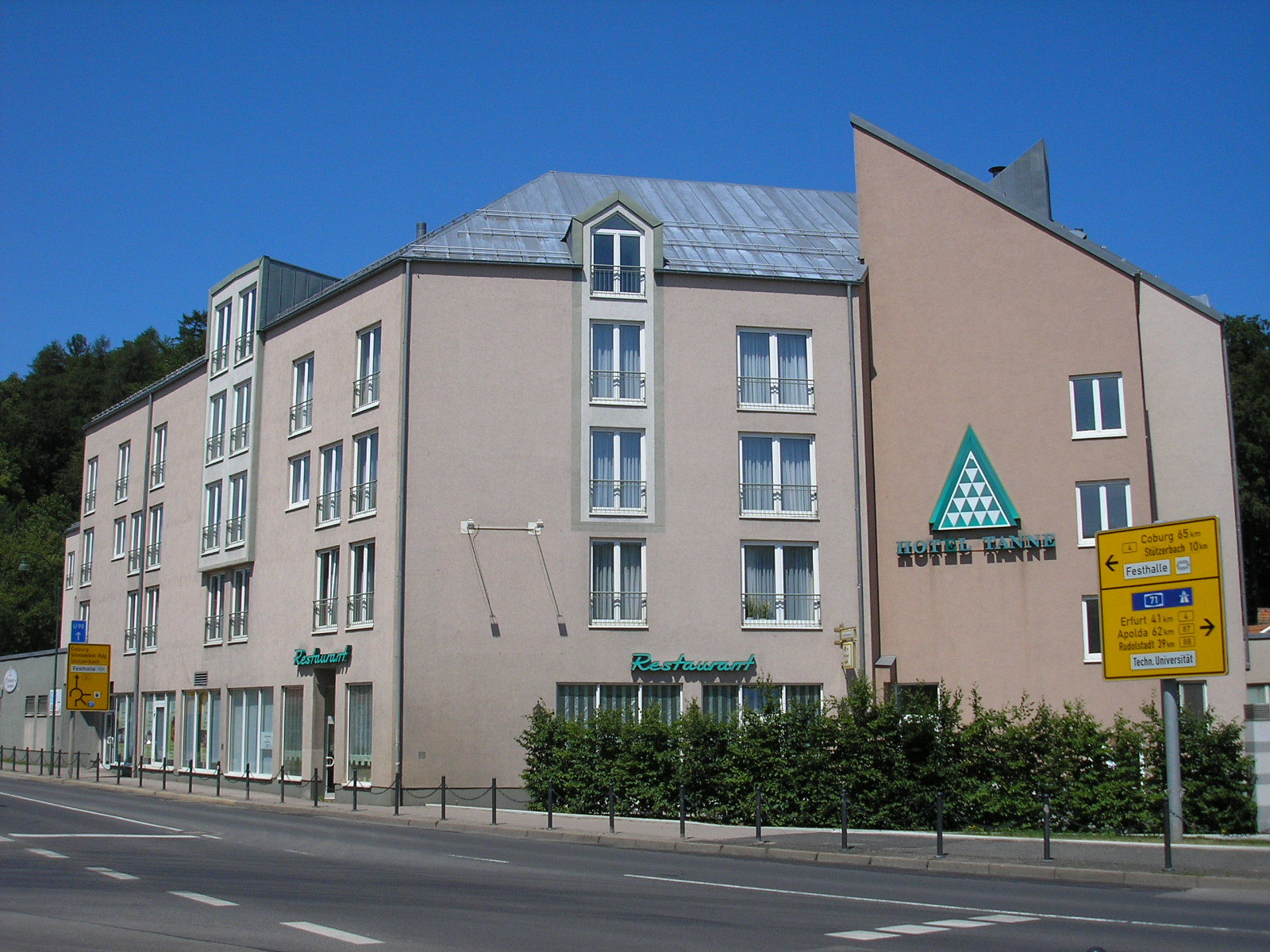
Hotel Tanne

Die Lindenstraße ist ein Boulevard in der Innenstadt von Ilmenau (Thüringen). Sie ist etwa 400 Meter lang.

## Verlauf und Bauwerke
Die Lindenstraße beginnt am Standort des ehemaligen Endleichtors am südwestlichen Rand der Ilmenauer Altstadt. Das Tor wurde beim Stadtbrand von 1752 zerstört und nicht wieder aufgebaut. Das erste Gebäude der Lindenstraße ist das markante Hotel „Zum Löwen“. Es wird jedoch seit 1990 nicht mehr als solches genutzt, sondern beherbergt heute die Hauptpost der Stadt. Das jetzige Gebäude ist ein originalgetreuer Nachbau des alten Hotels, welches 1995 wegen Baufälligkeit abgerissen wurde. Das Gebäude besitzt eine besondere Bedeutung: es diente Johann Wolfgang von Goethe mehrmals als Quartier, wenn er in der Stadt weilte. Außerdem feierte er seinen 81. und damit letzten Geburtstag in diesem Haus. Vor dem „Löwen“ steht seit etwa 2000 der „Ziegenbrunnen“. Er stellt zwei tanzende Ziegen dar. Auf seinem Sockel ist der bekannte Vers In Ilmenau, da ist der Himmel blau, da tanzt der Ziegenbock mit seiner Frau eingemeißelt. Die Ziege ist eines der beiden Ilmenauer „Stadttiere“ und Maskottchen der Marketing-Kampagne „Ilmenau - himmelblau“. Als nächstes großes Gebäude fällt wenige Meter entfernt der Lindenhof auf. Er zählt heute zu den größten Hotels der Stadt.
Hinter dem Lindenhof folgt die Verwaltungszentrale der Sparkasse Arnstadt-Ilmenau im Gebäude des ehemaligen Volkskinos. Markant an diesem Gebäude ist das außerordentlich steil abfallende Dach. Solche Dächer sind notwendig, um den allwinterlichen Schneemassen in Ilmenau standzuhalten. Gegenüber der Sparkasse steht das Wenzelsche Haus. Es diente als Postamt der Fürsten zu Thurn und Taxis und war außerdem für einige Jahre Wohnsitz des Dichters Karl Ludwig von Knebel. An dieser Stelle beginnt der breiteste Abschnitt der Lindenstraße, in dem sie sich wie folgt aufbaut: Häuserzeile – Gehweg – Treppen – 2 Lindenreihen – Fahrspur – Lindenreihe – Gehweg – Lindenreihe – Gehweg – Häuserzeile.
Als nächstes markantes Gebäude fällt das Kino der Stadt, die Lindenlichtspiele auf. Es ist das einzige Kino weltweit, das mit der IOSONO-Klangfeldtechnologie ausgestattet ist. Diese Technologie ermöglicht es Raumklänge noch authentischer darzustellen. Sie wurde an der Universität der Stadt entwickelt. Neben dem Kino steht das Gebäude der ehemaligen Kurverwaltung. Dieser zweigeschossige klassizistische Bau war früher die „erste Anlaufstelle“ der Kurgäste nach ihrer Ankunft, wo z. B. Quartiere vermittelt wurden. Vor der Kurverwaltung befindet sich eine große Terrasse, die für Veranstaltungen genutzt wird.
Auf dem Gehweg sind hier Kunstwerke ausgestellt, die zur Serie „Die Metamorphose der Ilmenauer Linden“ gehören. Als die Lindenstraße umgestaltet wurde, mussten die alten Linden gefällt werden. Die Baumstämme wurden von einer Künstlerin erworben. Sie befreite sie von der Borke und strich sie schwarz an. Diese Skulpturen wurden dann im Rahmen des zweiten Ilmenauer Kunstwegs ausgestellt und anschließend von der Stadtverwaltung erworben. Seitdem stehen sie an dieser Stelle und lösen bei der Bevölkerung geteilte Meinungen aus.
Am Ende der Lindenstraße wurde beim letzten Umbau eine kleine Wasserkunst angelegt, die zum Verweilen einlädt. Hier stand bis 1992 das Hotel Tanne, welches zu den bekanntesten Hotels der Stadt zählte und Gründungsort des Thüringerwald-Vereins war. Nach seinem Abriss wurde es durch einen Neubau ersetzt, der sich jedoch nicht in die Bebauung der Umgebung einfügt. Im Erdgeschoss des neuen Hotel Tanne wurde mit der Tannenpassage ein Einkaufszentrum eingerichtet.
Von der Lindenstraße gibt es heute keine Verbindung mehr zur Schleusinger Allee (B4). Diese wurde in den 1960er-Jahren zerschnitten, als man die Lindenstraße zur Fußgängerzone machte. ursprünglich gabelte sie sich an ihrem Ende in die Waldstraße (heute Kreisstraße nach Frauenwald) und die Schleusinger Allee (heute B4 nach Coburg) auf. Nahe dem Ende der Lindenstraße liegen die Tannenbrücke (benannt nach dem Hotel Tanne) über die Ilm und der Bahnhof Ilmenau Bad an der Rennsteigbahn.